# برايان سوليفان (مغني)
برايان سوليفان (بالإنجليزية: Brian Sullivan)‏ هو مغني أمريكي، ولد في 9 أغسطس 1912 في أوكلاند في الولايات المتحدة، وتوفي في 17 يونيو 1969 في جنيف في سويسرا.

## وصلات خارجية
- برايان سوليفان على موقع ميوزك برينز (الإنجليزية)
- برايان سوليفان على موقع قاعدة بيانات برودواي على الإنترنت (الإنجليزية)
- برايان سوليفان على موقع ديسكوغز (الإنجليزية)